# Dact-el-Mayun
Dact-el-Mayun (arabisch داكت الميون, auch Westliche Meerenge, Große Meerenge, englisch: „Western strait“, „large strait“, „large pass“, „wide pass“) ist der westliche Abschnitt der Meerenge Bab al-Mandab, die Ras Menheli (رأس منهلي‎) im Jemen, auf der Arabischen Halbinsel von Ra’s Siyyān, Dschibuti, am Horn von Afrika trennt. Die Meerenge ist etwa 16 Meilen (26 km) breit und 170 Faden (310 m) tief. Die jemenitische Insel Perim teilt die Meerenge in die beiden Kanäle, Bab Iskender und Dact-el-Mayun.
Vor der afrikanischen Küste liegen die Sawabi-Inseln (Seven Brothers).